# لقصر (أولاد زمام)
لقصر هو دُوَّار يقع بجماعة سيدي عيسى بن علي، إقليم الفقيه بن صالح، جهة بني ملال خنيفرة في المملكة المغربية. ينتمي الدوّار لمشيخة أولاد زمام التي تضم 5 دواوير. يقدر عدد سكانه بـ 1222 نسمة حسب الإحصاء الرسمي للسكان والسكنى لسنة 2004.

## روابط خارجية
- البوابة الوطنية للجماعات الترابية نسخة محفوظة 12 مارس 2018 على موقع واي باك مشين.
- المندوبية السامية للتخطيط